# Istituto Autonomo Case Popolari
L'Istituto Autonomo Case Popolari (in sigla IACP) è un tipo di ente italiano avente lo scopo di promuovere, realizzare e gestire edilizia pubblica finalizzata all'assegnazione di abitazioni ai meno abbienti, segnatamente in locazione a canoni calmierati.

## Storia

### La creazione nel 1903
La legge 31 maggio 1903, n. 254 (cd. Legge Luzzatti perché emanata su impulso e per volontà del deputato Luigi Luzzatti) definisce gli organismi autorizzati ad operare nel settore dell’edilizia popolare. Prevede la possibilità di costituire enti a livello comunale e provinciale per promuovere, realizzare e gestire edilizia pubblica finalizzata all'assegnazione di abitazioni ai meno abbienti (i futuri IACP, appunto). La legge si basa sull'esperienza mutuata l'anno prima a Trieste, ove si era sperimentata la formula dell'Istituto Comunale per gli Alloggi Minimi.
L'istituto non aveva un unico ordinamento nazionale, ma si articolava di fatto in più compagini che si formavano localmente a livello comunale o provinciale; la norma, infatti, prevedeva la possibilità di costituire enti di pari caratteristiche, in rango di ente economico. I primi enti iniziarono ad operare sull'area urbana di Roma, il cui allora sindaco, Prospero Colonna, aveva caldeggiato e ispirato la legge sul piano dei valori etici: "interpretazione fedele dei sentimenti delle classi diseredate dalla fortuna".

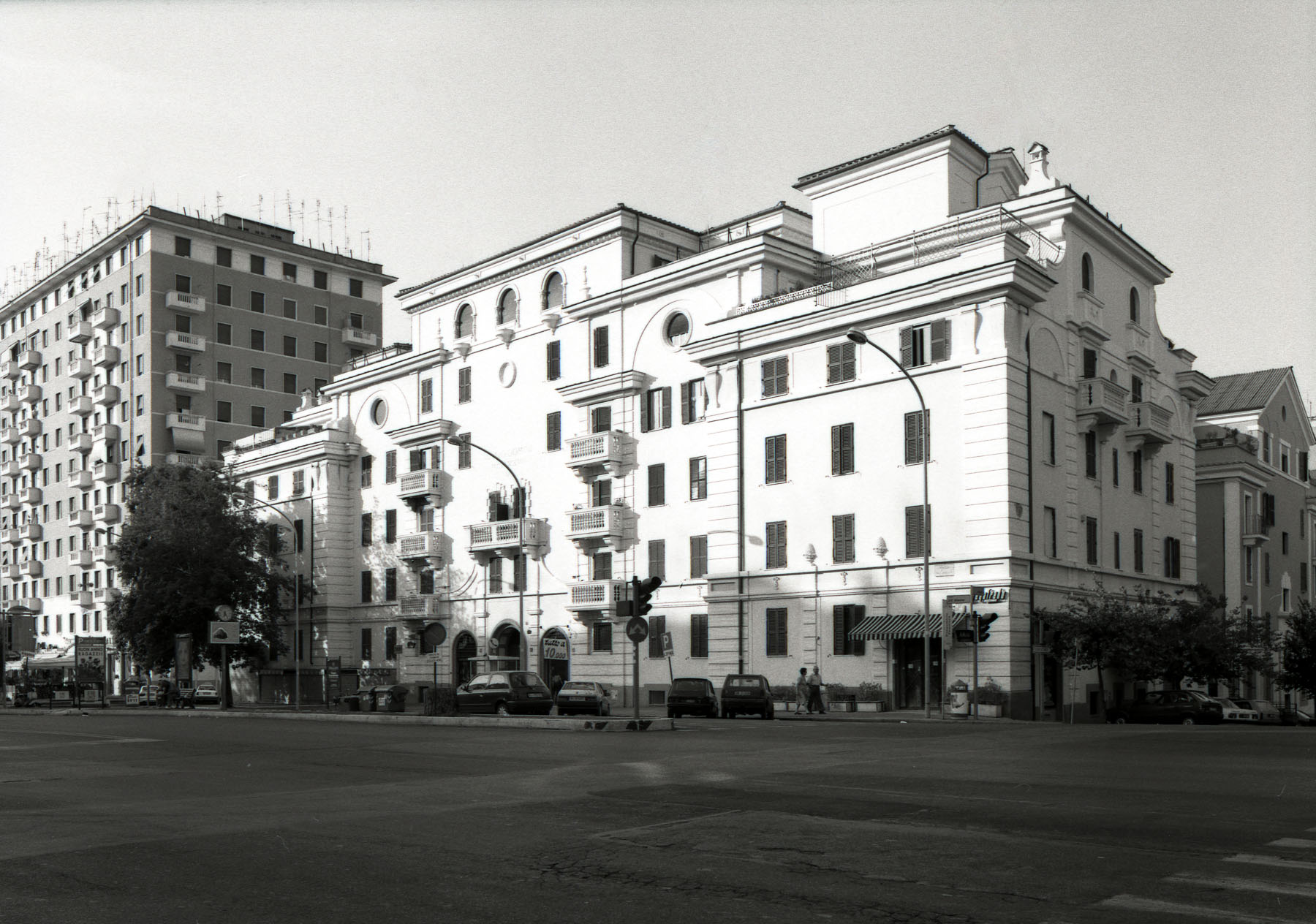
Piazza dell'Alberone Roma, edificio IACP del 1927 di Camillo Palmerini (1995)

Già nel 1906 l'ICP aveva completato le sue prime realizzazioni, fra le quali quelle al quartiere Flaminio, nel 1907 iniziarono quelle del rione San Saba il cui completamento si ebbe negli anni venti e che per le soluzioni applicate ha nel corso del tempo acquisito valore urbanistico e progettuale autonomo e peculiare. I progetti dell'allora giovane architetto Quadrio Pirani spiccano nelle citazioni di settore e San Saba nel tempo diviene, secondo Vittorio Sgarbi, "un momento essenziale della visita a Roma".
Un intervento di analoga progressiva rivalutazione in epoche successive è quello che l'ICP attuò al quartiere Garbatella, per il quale progettarono Massimo Piacentini e Gustavo Giovannoni e la cui prima pietra fu posata dal re Vittorio Emanuele III il 18 febbraio 1920, ora "compleanno del quartiere".

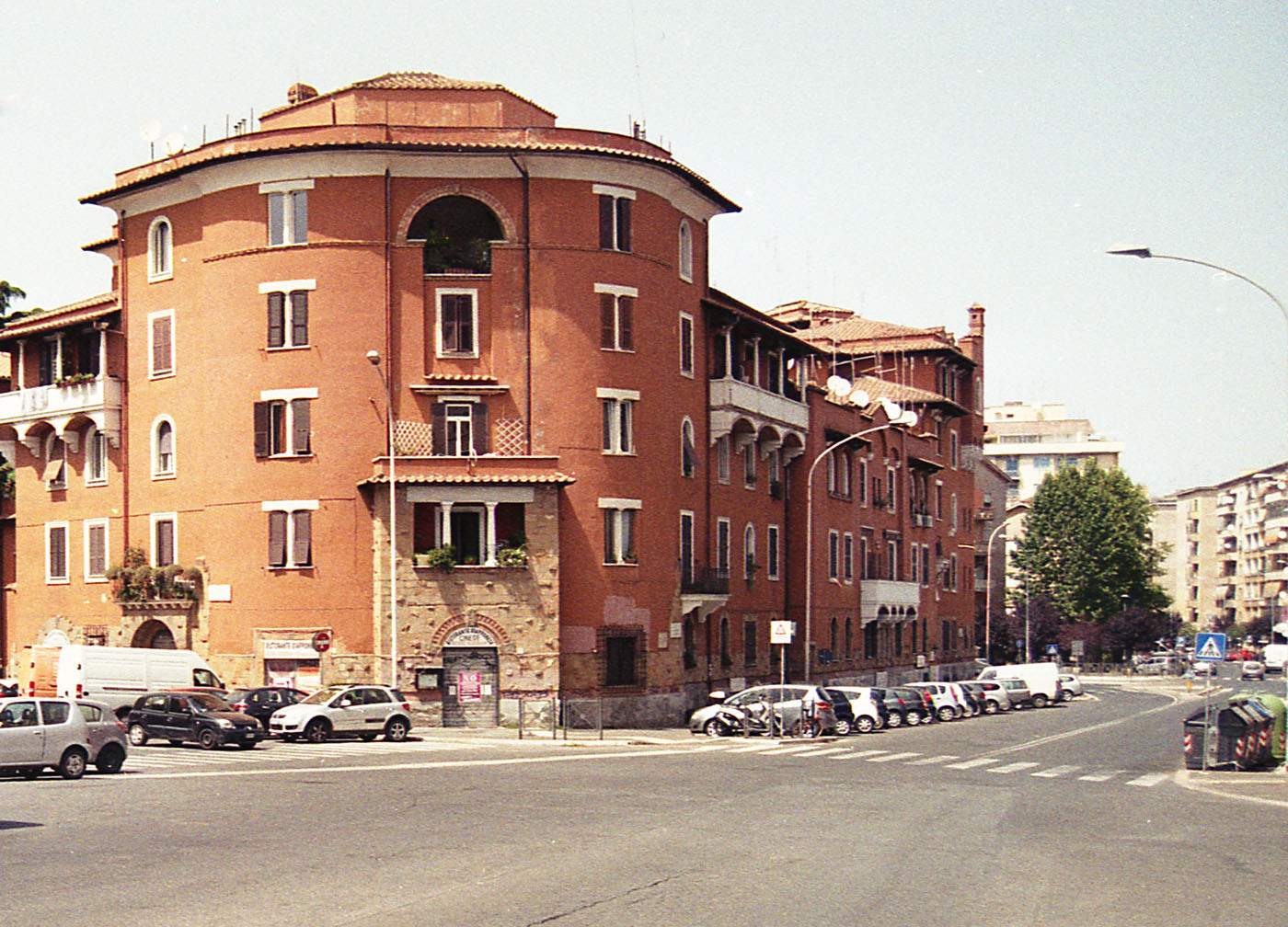
La Garbatella, quartiere di Roma

Sulla scia dell'esempio capitolino, nacquero altri Istituti di analogo oggetto in molte parti d'Italia. Solo per fare qualche esempio, nel 1908 l'IACP della provincia di Napoli, nel 1914 l'Istituto autonomo case popolari di Venezia e quello di Treviso, nel 1919 quello di Varese e nel 1937 l'Istituto fascista Autonomo per le Case Popolari della Provincia di Viterbo.
In precedenza l'ambito delle case popolari era gestito dai comuni solitamente con la collaborazione di istituti bancari aventi scopo sociale (casse di risparmio ecc.), e affidandosi ai lasciti di terreni da parte dei privati. Oggi a causa di quest'origine sociale di lascito molte case pubbliche non sono privatizzabili (poiché le clausole del lascito lo impediscono in eterno).

### La normativa fascista
Fra le due guerre il fascismo intervenne sull'urbanistica per far fronte alla crisi degli alloggi e previde facilitazioni per gli enti che si occupavano di realizzarne, fra i quali l'ICP o l'Unione Edilizia Nazionale o l'INCIS (Istituto Nazionale Case Impiegati dello Stato), l'IFACEP o altri ancora; queste operavano tanto sul territorio metropolitano quanto su quello coloniale, pertanto dovevano realizzare alloggi popolari anche nell'Africa Orientale Italiana; il corpo di leggi in materia fu raccolto nel testo unico di cui al R.D. 28 aprile 1938, n. 1165 che tuttavia risultò lacunoso in alcuni punti, ad esempio non definì un chiaro e preciso sistema di norme o di poteri relativi alla concessione dei mutui. Inoltre tutti questi provvedimenti si rivelarono all'atto pratico del tutto insufficienti, nonostante le aspettative create dalla propaganda fascista: infatti il regime si limitò perlopiù ad appropriarsi della legislazione e degli istituti dell'età liberale, centralizzando semplicemente il sistema con la creazione di un Consorzio nazionale (legge n.1129 del 6 giugno 1935). L'assenza di particolari investimenti diretti nel settore e la preferenza del regime per la realizzazione di opere monumentali e di prestigio, piuttosto che materialmente utili, rese l'istituto particolarmente inefficiente: ad esempio dal 1935 al 1939 il nuovo consorzio nazionale realizzò appena 13700 alloggi sui seicentomila che sarebbero stati effettivamente necessari.

### Dal secondo dopoguerra ad oggi
Nel secondo dopoguerra si ebbero varie riforme, come la legge 2 luglio 1949, n. 408 che stabilì i principi della legislazione in materia, e con la legge quadro 27 ottobre 1971 n. 865 che ebbe come risultato la trasformazione degli istituti in enti pubblici non economici; con l'evoluzione del decentramento amministrativo in Italia il successivo D.P.R. 24 luglio 1977 n. 616 -emanato in attuazione della legge 22 luglio 1975, n. 382 - e la successiva 8 giugno 1990, n. 142 si trasferì alle regioni italiane la competenza sull'organizzazione degli istituti.
Dato che la gestione della Regione è politica, come per molti Enti e Aziende gestite dalle regioni, anche le Aziende di gestione del patrimonio residenziale popolare sono soggette all'alternanza della gestione politica regionale. Ogni nuovo governo regionale insedia alla guida delle Aziende i propri rappresentanti, con l'effetto di bloccare i progetti e gli orientamenti  dell'amministrazione precedente e produrre una gestione confusa segnata da improvvisi e imprevisti cambi di rotta che di fatti rende difficile se non impossibile qualunque programma a medio termine.

## Nelle Regioni italiane

### Campania
L'istituto autonomo per le case popolari della città metropolitana di Napoli venne creato nel 1908 durante il governo Giolitti III per alleviare il disagio abitativo nell’ex provincia di Napoli.

### Lazio
La legge regionale n. 30 del 2002 ha trasformato gli Istituti Autonomi Case Popolari (IACP) della Regione Lazio in Aziende Territoriali Edilizia Residenziale (ATER).
ATER Roma dipende dalla Regione Lazio e gestisce 46mila case popolari in tutta la città, tra cui il Corviale.

### Lombardia
Nel 1996 la Lombardia trasformò con una legge regionale gli IACP del territorio in Aziende lombarde per l'edilizia residenziale (Aler), qualificati come enti pubblici di natura economica, con il compito di gestire il patrimonio edilizio secondo un criterio misto, non esclusivamente di tipo pubblico-assistenziale.
Con la legge regionale 2 dicembre 2013, n. 17 "Modifiche alla legge regionale 4 dicembre 2009, n. 27 (Testo unico delle leggi regionali in materia di edilizia residenziale pubblica)" si è rivisto l'assetto della gestione, accorpando le 13 A.L.E.R. in 5 Aziende (Milano, Pavia-Lodi, Brescia-Cremona-Mantova, Bergamo-Lecco-Sondrio, Varese-Busto Arsizio-Como-Monza e Brianza).
Il Regolamento approvato a marzo 2019 introduce graduatorie uniche per Ente proprietario a livello comunale, ammettendo le Forze dell'Ordine e i Vigili del Fuoco fra i possibili beneficiari degli alloggi.

### Sardegna
La legge regionale 08 agosto 2006, n.12 ha disposto la trasformazione degli Istituti autonomi per le case popolari (IACP) in Azienda regionale per l’edilizia abitativa (AREA), un ente pubblico economico dotato di personalità giuridica e autonomia imprenditoriale, gestionale, patrimoniale e contabile. AREA costituisce lo strumento attraverso cui la Regione risponde alla domanda abitativa di soggetti in condizioni economiche e sociali disagiate ed è subentrata nella titolarità del patrimonio e in tutti i rapporti giuridici attivi e passivi degli IACP sardi.
La successiva legge regionale 23 settembre 2016, n.22 ha operato un'estesa riforma dell'organizzazione dell'AREA, ampliandone le funzioni che ora possono comprendere anche l'attuazione ed eventualmente la gestione di opere ed interventi di edilizia attribuite alla competenza regionale.